# Reichsbahngericht
Das Reichsbahngericht bestand zwischen 1924 und 1937 und war ein Gericht zu Angelegenheiten der Deutschen Reichsbahn. Es wurde durch § 44 des Reichsbahn-Gesetzes vom 30. August 1924 (RGBl. II, S. 279) geschaffen und bestand aus einem Vorsitzenden Richter und zwei Beisitzern. Das Reichsbahngericht hatte seinen Sitz beim Reichsgericht in Leipzig.

## Aufgabe
Im Februar 1924 wurde die Deutsche Reichsbahn aus dem Reichsverkehrsministerium ausgegliedert und als eigenständiges staatliches Unternehmen geführt. Noch im gleichen Jahr folgte im Zuge der Umsetzung des Dawes-Plans die Deutsche Reichsbahn-Gesellschaft (Abkürzung DRG) als neugegründete Betriebsgesellschaft, die die im Eigentum des Reiches verbleibenden Eisenbahnen betrieb und deren Gewinne im Rahmen der nach dem Versailler Vertrag zu leistenden Reparationen verpfändet wurden.
Die Arbeit des Reichsbahn-Vorstands wurde vom Verwaltungsrat der Deutschen Reichsbahn-Gesellschaft kontrolliert. Seine Mitglieder sollten entweder Eisenbahnsachverständige sein oder Erfahrungen in der Wirtschaft aufweisen und durften keinem Parlament angehören, also weder Mitglieder des Reichstags noch eines Landtages sein, ebenso durften sie auch keine Regierungsmitglieder sein. Eine direkte Vertretung der Reichsregierung im Verwaltungsrat war daher nicht möglich. Es durfte erst ab 1930 lediglich ein Vertreter der Reichsregierung ohne Stimmrecht an den Verwaltungsratssitzungen teilnehmen.
Das Reichsbahngericht hatte daher die Aufgabe, Meinungsverschiedenheiten zwischen Reichsbahn und Reichsregierung zu klären und zu entscheiden. Dazu gehörten auch tarifliche Angelegenheiten. Es bestand aus einem Vorsitzenden Richter und zwei Beisitzern. Der Vorsitzende Richter wurde vom Reichsgerichtspräsidenten für jeweils fünf Jahre bestellt, die Beisitzer wurden auf Vorschlag der Prozessparteien jeweils für das jeweilige Verfahren bestellt.
1937 beendete Adolf Hitler die Existenz der eigenständigen Reichsbahn-Gesellschaft. Mit dem Gesetz zur Neuregelung der Verhältnisse der Reichsbank und der Deutschen Reichsbahn wurde die Reichsbahn in direkte Staatsverwaltung überführt. Damit endete auch die Geschichte des Reichsbahngerichts.